# Níkos Koúndouros
Níkos Koúndouros (grec moderne : Νίκος Κούνδουρος), né à Ágios Nikólaos en Crète le 15 décembre 1926 et mort le 22 février 2017 à Athènes (Grèce), est un réalisateur grec.
Il est considéré comme un cinéaste militant, d'un point de vue politique et social. Cette démarche l'amena à la création d'une esthétique nouvelle très personnelle. Il est considéré comme l'un des précurseurs de Theo Angelopoulos.
Il remporta le prix de la mise en scène et le prix de la critique au festival de Berlin en 1963 pour son film Les Petites Aphrodites ().

## Biographie

### Formation
Níkos Koúndouros est le fils de l'homme politique vénizéliste Iosiph Koúndouros qui fut député et ministre.
Níkos Koúndouros est diplômé de l'École des Beaux-Arts d'Athènes où il étudia la peinture. Engagé politiquement à gauche, il est déporté de 1949 à 1952 sur Makronissos avec les autres vaincus de la guerre civile. Il considère que le camp d'internement fut pour lui la « plus grande des écoles ». C'est lors de ce séjour qu'il choisit le cinéma comme nouveau vecteur de son expression artistique. Sur l'île, il fait la connaissance de Thanássis Véngos auquel il offre ses premiers rôles.
Koúndouros envisage alors son cinéma comme celui des années d'occupation qui avec des moyens rudimentaires réussissait à faire passer, en jouant avec la censure, un message antinazi. Cette fois-ci, il s'agit pour lui de faire passer un message politique et social, celui des idées de gauche interdites après la guerre civile. Ses deux principaux modèles sont le cinéma soviétique et le néoréalisme.

### Néoréalisme
Il réalise, sans réelles connaissances cinématographiques, son premier film en 1954, Ville magique (Μαγική πόλη). Le film est projeté à la Mostra de Venise, de façon non officielle, le pouvoir grec refusant d'être représenté par un cinéaste et un film engagés à gauche. À partir du thème habituel du mélodrame, la scénariste, l'écrivain Margarita Liberaki, développe le thème de l'éthique populaire opposée aux valeurs des puissances de l'argent : banque et pègre.
L'Ogre d'Athènes (Ο δράκος) de 1956 est considéré comme un des grands films charnières du cinéma grec, pour sa façon révolutionnaire de présenter les classes populaires et les exclus. C'est aussi le film qui offre aux rebetiko et zeimbekiko leurs premières lettres de noblesse grâce à la musique de Mános Hadjidákis. L'histoire est celle d'un petit employé de banque solitaire, sosie d'un gangster. Alors qu'il est poursuivi par la police, il se réfugie dans un « tekés » (bar louche, bouge laquelle fréquentent les jouisseurs du haschisch) du Pirée. Là les gangsters le prennent pour l'un des leurs. Pour l'amour d'une prostituée, il joue le jeu et finit par connaître une fin tragique. La gauche détesta ce film qui ne présente pas une classe populaire « sainte et martyre », mais au contraire une population fascinée par l'argent facile et le « rêve américain » (comme dans Ville magique où le « Magic City » est le bar à l'américaine, incarnation du rêve, mais aussi lieu de tous les trafics). Pour la droite, le film n'incarne pas les bonnes valeurs morales grecques, celles que tout Grec doit posséder pour obtenir alors des autorités son « certificat de bonne conduite » lui permettant de trouver un travail ou de réaliser la moindre démarche administrative. Dans Ville magique comme dans l'Ogre d'Athènes, Koúndouros désire montrer que la société grecque s'enfonce dans une aliénation de plus en plus grande. Il prend ici le contre-pied du néoréalisme italien, à la de Sica plutôt optimiste.

### Allégorie politique et recherche esthétique
Avec les Hors-la-loi (Οι παράνομοι) en 1958, Koúndouros quitte la veine néoréaliste et entre dans une esthétique personnelle, fondée sur son expérience artistique de peintre et de sculpteur, pour atteindre une sorte d'allégorie politique ancrée dans les mythes grecs originels utilisés comme archétypes. Il propose alors un cinéma d'avant-garde, avec des cadrages très picturaux par exemple, qui le fait se heurter aux exigences de ses producteurs qui aimeraient un cinéma plus commercial, en plus des tracas que lui causent la censure.
Les Hors-la-loi raconte le voyage de trois hommes qui tentent d'atteindre la mer pour passer sur l'autre rive. Ils sont poursuivis par la police : le premier car il a tué celui qui l'a dénoncé et envoyé en camp de concentration ; le second car il est le dernier militant survivant de la guerre civile encore caché dans les montagnes ; le troisième, véritable Caïn, car il a tué son frère pour une question de lopin de terre. Le film est interdit par la censure qui refuse les scènes finales montrant la machination des gendarmes pour arrêter les trois hommes. Koúndouros refusant d'obéir, le film est interdit pendant des années. La Rivière (Το ποτάμι) traite du même thème de la frontière infranchissable et du rêve de l'autre rive impossible à atteindre. Le film imbrique quatre histoires écrites par quatre scénaristes différents (Andonis Samarakis, Iakovos Kambanellis, Notis Perghialis et Koúndouros lui-même). Les quatre histoires étaient montées en parallèle. Filopímin Fínos, le producteur, considéra que le montage rendait le film incompréhensible au spectateur moyen du cinéma commercial. Il fit remonter le film pour en faire un film à sketches. Koúndouros désavoua cette version. Il ne réussit à diffuser son « director's cut » qu'à la fin des années 1970, à la télévision grecque, dans une version amputée de la seconde histoire.
Les films suivants de Koúndouros vont encore plus loin dans la recherche esthétique. Les Petites Aphrodites () dont l'érotisme participe à la revendication sociale du début des années 1960, s'inspire des mythes originels puisés dans la Grèce antique dans une atmosphère de paganisme primordial. La découverte de l'amour physique par de très jeunes adolescents est vue comme l'« hybris » originel entraînant une fin tragique. Le film, sans quasiment aucun dialogue, repose sur une esthétique très picturale. Son succès artistique et commercial permet à Koúndouros d'envisager sereinement la mise en scène de son film suivant : Le Visage de la Méduse (Το πρόσωπο της Μέδουσας) dont le tournage commence en Crète en 1966. Mais, la dictature des colonels l'interrompt. Koúndouros part à l'étranger où il s'oppose activement à la dictature. Le tournage continue à Rome. Il n'est finalement achevé qu'en 1977 et projeté à Thessalonique lors d'un contre-festival parallèle à la compétition officielle. Le film fut mal compris : derrière une esthétique tout en symboles picturaux et à nouveau une célébration d'un érotisme primitif, Koúndouros insiste sur un message politique très allégorique.

### Néoréalisme historisant
À la fin des années 1970, Koúndouros renoue avec le néoréalisme qu'il utilise dans ses films inspirés de l'histoire contemporaine grecque : Byron, ballade pour un démon (Μπάυρον: Μπαλλάντα για ένα δαίμονα) pour la guerre d'indépendance ; Bordelo (Μπορντέλο) pour la révolte crétoise de 1897-1898 et 1922 pour la « catastrophe d'Asie mineure ». Avec un cadrage au plus près des visages des personnages, Koúndouros exprime à nouveau la solitude de l'individu qui se retrouve sans espoir, jouet des événements, comme le héros de la tragédie antique est impuissant, jouet des dieux. C'est un cinéma très pessimiste qui sert encore un message social et politique.

## Filmographie
- 1954 : Ville magique (Μαγική πόλη)
- 1956 : L'Ogre d'Athènes (Ο δράκος) — Meilleur film au Festival international du film de Thessalonique et sélection à la Mostra de Venise
- 1958 : Les Hors-la-loi (Οι παράνομοι)
- 1960 : La Rivière (Το ποτάμι)
- 1963 : Les Petites Aphrodites (Μικρές Αφροδίτες)
- 1967 : Vortex ou le Visage de la Méduse (Το πρόσωπο της Μέδουσας)
- 1975 : Les Chants du feu (Τραγούδια της φωτιάς)
- 1978 : 1922
- 1984 : Bordelo (Μπορντέλο)
- 1992 : Byron, ballade pour un démon (Μπάυρον: Μπαλλάντα για ένα δαίμονα)
- 1998 : Les Photographes (Οι φωτογράφοι)
- 2012 : Ena ploio gia tin Palaistini (Ένα πλοίο για την Παλαιστινη)
- 2016 : Theatro kai exousia

## Récompenses
- Semaine du cinéma grec 1960 (Thessalonique) :
  - Sélection pour La Rivière
  - Meilleur réalisateur pour La Rivière
- Semaine du cinéma grec 1963 (Thessalonique) :
  - Sélection pour Les Petites Aphrodites
  - Meilleur film (Les Petites Aphrodites)
  - Meilleur réalisateur (Les Petites Aphrodites)
  - Prix de la critique : meilleur réalisateur, meilleur scénario (Les Petites Aphrodites)